# ㅃ
Ssangbieup (litera: ㅃ, kor. 쌍비읍, w Korei Północnej doenbieup, kor. 된비읍) – spółgłoska dwuwargowa należąca do grupy pisma hangul, do oznaczenia podwójnej spółgłoski zwartej dwuwargowej bezdźwięcznej [p]. Według transkrypcji McCune’a-Reischauera spółgłoska brzmi "pp".. Powstała na podstawie litery ㅂ.
Dźwięk spółgłoski brzmi jak mocne "p".

## Pismo

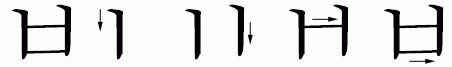
Kolejność stawiania kresek